# 陈国强 (医学病理生理学家)
陈国强（1963年11月—），湖南攸县人，医学病理生理学家，从事肿瘤特别是急性髓细胞性白血病细胞命运决定和肿瘤微环境调控机制的科研工作。1985年毕业于衡阳医学院（今南华大学医学院）临床医学专业，1988年、1996年各取得上海第二医科大学硕士、博士学位。担任上海交通大学医学院教授、院长，上海交通大学副校长。2015年当选中国科学院生命科学和医学学部院士。

## 生平
- 上海第二医科大学附属瑞金医院上海血液学研究所副研究员、研究员、副所长(1997-2002年)
- 上海交通大学基础医学院病理生理学教研室主任(2002-2009年)
- 上海交通大学医学院副院长(2006-2010年)、医学院研究生分院院长(2006-2009年)
- 基础医学院和医学科学研究院院长(2007-2010年)